# Œuvres de Veljo Tormis
Cet article liste des œuvres du compositeur estonien Veljo Tormis.

## Liste
1955
- Neli kildu (Aastaajad) pour voix et piano (Juhan Liiv)

1956
- Ouverture no 1 pour orchestre symphonique
- Kalevipoeg, cantate pour soprano, ténor, chœur mixte et orchestre symphonique

1958
- Trois préludes et fugue pour piano
- Mahtra sõda, cantate pour chœur mixte et orchestre à vent (Paul-Eerik Rummo)
- Nukrad viivud, quatre romances pour voix et piano (Minni Nurme)

1959
- Ouverture no 2 pour orchestre symphonique
- Kihnu pulmachantsd, quatre chansons pour chœur mixte (Folklore, arrangements de Olli Kõiva)

1960
- Kolm chants eeposest pour chœur mixte (Kalevipoeg)
- Kolm lille, trois miniatures pour voix et piano (Juhan Liiv)

1961
- Väike sümfoonia pour orchestre symphonique

1962
- Kolm mul oli kaunist sõna pour chœur masculin (Paul-Eerik Rummo)

1963
- Kodumaa sünnipäev, cantate et cinq chants pour chœurs masculins (Paul-Eerik Rummo)
- Kolm chants Paul-Eerik Rummo sõnadele pour chœurs féminins

1964
- Sügismaastikud, sept chansons pour chœur de femmes et chœur mixte (Viivi Luik) – Looduspildid III ; Tasase maa laul, chœur masculin (Paul-Eerik Rummo) ; Ühtehoidmise laul, chœur masculin (Paul-Eerik Rummo)
- Luigelend, opéra de chambre (libretto de Osvald Tooming sur une base de Enn Vetemaa, scénario Kaarel Ird)

1965
- Hamleti chantsd I, II pour orchestre masculin (Paul-Eerik Rummo)
- Meestechantsd, dix chansons pour baryton et chœur d'hommes (folklore arrangé par Paul-Eerik Rummo)
- Meestechantsd, pour orchestre masculin
- Luigelend, la suite de l'opéra éponyme pour orchestre symphonique

1966
- Kevadkillud, six chants pour chœur de femmes (Jaan Kaplinski) – Looduspildid I
- Kiigechantsd, six chants pour chœur de femmes (folklore) – Eesti kalendrichantsd IV
- Kümme haikut pour voix et clavier (Jaan Kaplinski)
- Lauliku lapsepõli pour chœur de femmes (folklore)

1967
- Vanemuine, cantate pour chœur mixte et orchestre symphonique
- Jaanichantsd, sept chants pour chœur mixte (folklore) – Eesti kalendrichantsd V
- Kadrichantsd, six chants pour chœur de femmes (folklore) – Eesti kalendrichantsd II
- Mardichantsd, neuf chants pour chœur masculin (folklore) – Eesti kalendrichantsd I
- Vastlachantsd, trois chants pour chœur masculin (folklore) – Eesti kalendrichantsd III

1968
- Laulu algus, chœurs unis (Hando Runnel)
- Talvemustrid, quatre chants pour chœur de femmes (Andres Ehin) – Looduspildid IV

1969
- Maarjamaa ballade pour chœur masculin (Jaan Kaplinski)
- Meie varjud pour chœur masculin (Jaan Kaplinski)
- Nekruti põgenemine Tallinna Toompealt koju Kuusallu pour chœur masculin (folklore, compilation Ülo Tedre)
- Suvemotiivid, trois chants chœur de femmes (Aleksander Suuman) – Looduspildid II
- Kuus eesti jutustavat rahvachants voix et clavier (folklore)
- Kevade, süit kammerorkestrile (musique de film de Arvo Kruusementi)

1970
- Etüüdid helilaadides (Modaalsed etüüdid), sept miniatures pour chœur de femmes/ pour chœur d’enfants (folklore)
- Liivlaste pärandus, cinq chants pour chœur mixte
- Päike, maa et meri, cantate  pour soprano, pour chœur mixte et  pour orchestre symphonique

1971
- Laulud chantsst et laulikust, cinq chants chœur de femmes (folklore)
- Vadja pulmachantsd, seitse chants pour chœur mixte (folklore, compilation Tõnu Seilenthal)

1972
- Kolm eesti mänguchants pour chœur mixte (folklore)
- Kolmteist eesti lüürilist rahvachants pour chœur mixte (folklore)
- Külavahechantsd, kuus uuemat rahvachants pour chœur mixte (folklore)
- Külavahechantsd ehk Pariisi linnas Londonis, comédie musicale pour chœur mixte, pour soliste
- Lenini sõnad, cantate
- Raua needmine pour ténor, baryton, pour chœur mixte et trompette chamanique (Kalevala, August Annist, Paul-Eerik Rummo, Jaan Kaplinski)
- Seitse liivi rahvachants pour chœur mixte/chœur de femmes/pour chœur d’enfants (folklore, compilation Herbert Tampere)

1973
- Katkuaja mälestus, ballade pour chœur masculin (Jaan Kaplinski)
- Dialektilisi aforisme pour chœur mixte (Juhan Liiv)

1974
- Laulja pour chœur masculin et percussions (Kristjan Jaak Peterson)
- Pikse litaania pour chœur masculin et grosse caisse (Ain Kaalep)
- Laul rõõmust, cantate pour chœur mixte et  pour orchestre symphonique (Enn Vetemaa)
- Kaks eesti runochants kahele pour mezzo-soprano et clavier (folklore, compilation Jaan Kaplinski)

1975
- Isuri eepos, dix chants pour chœur mixte (folklore ; compilation A. Laanest)
- Naistechantsd, pour soprano et chœur de femmes (folklore ; libretto Jaan Kaplinski)

1976
- Põhja-vene bõliina pour chœur masculin (folklore)

1977
- Hääled Tammsaare karjapõlvest pour ténor, pour chœur masculin

1978
- Bulgaaria triptühhon, pour chœur mixte (E. Bagrjana)
- Dialektilisi aforisme, huit chants pour chœur mixte/pour chœur masculin (Juhan Liiv)
- Tornikell minu külas pour chœur mixte et chœur masculin, (Juhan Viidingu, libreto Fernando Pessoa, Ain Kaalep)

1979
- Ingerimaa õhtud, neuf chants pour chœur mixte (folklore)
- Juhan Liivi sarkasmid pour chœur masculin
- Kurvameelsed chantsd, trois chants pour mezzo-soprano et quinquet à cordes (folklore)
- Lindpriiuse päevad pour mezzo-soprano, pour chœur masculin, deux trompettes, clavier (Hando Runnel)
- Muistse mere chantsd pour ténor et pour chœur masculin (folklore)
- Neli etüüdi Juhan Viidinguga pour chœur mixte (J. Viiding)

1980
- Eesti balladeid, cantate  pour soprano, mezzo-soprano, alto, ténor, basse, chœur mixte,  orchestre symphonique (libretto Lea Tormis ; folklore, compilation Ülo Tedre)
- Viru vanne pour chœur masculin/pour chœur mixte (Hando Runnel)

1981
- Eestlase chantskesed, quatre chants pour chœur mixte (Hando Runnel)
- Kojusaatmissõnad pour chœur masculin et trompe chamanique (Kalevala)
- Küsimus on... pour ténor et pour chœur mixte (textes de Olaf Utt)
- Laulusild pour chœur masculin/chœur de femmes/pour chœur mixte (Kalevala et folklore estonien)
- Lojaalsed chantskesed, trois chants pour chœur mixte (Hando Runnel)
- Mis siin naerda on?, chœur de femmes (Hando Runnel)
- Mõtisklusi Hando Runneliga, quatre chants pour chœur mixte/pour chœur masculin (Hando Runnel)
- Pärismaalase chantske (Tabu-tabu') pour chœur masculin/pour chœur mixte
- Sa oled kui salanaine pour chœur mixte (Juhan Liiv)
- Viimane laev – Valse triste pour chœur masculin (Juhan Smuul)
- Vindised chantskesed, trois chants pour chœur masculin (Hando Runnel)

1982
- Helletused pour soprano et pour chœur masculin/ pour chœur mixte (Aino Tamme et Miina Härma järgi)
- Kaks nõukogulikku rahvachants, chœur masculin (folklore) collection Stagna-aja chantskesi (1978–1982)
- Kokko lenti koilliseta / Kotkas lendas kirdest, chœur masculin (folklore)
- Läti burdoonchantsd, kuus, chants pour chœur mixte (folklore)
- Mõtisklusi Leniniga pour chœur mixte/chœur masculin (V.I. Lenin)
- Viis eesti rahvatantsu pour chœur mixte (folklore)

1983
- Laevas lauldakse (ingerisoome ballade) pour chœur mixte et pour alto (folklore)
- Pildikesi Vormsi minevikust, trois chants chœur masculin (folklore)
- Vepsa rajad, 15 chants pour chœur mixte et pour soliste (folklore)

1984
- Kaitse, Jumal, sõja eest!/ Varjele, Jumala, soasta, chœur masculin (Kanteletar)
- Sõjakulleri sõit, chœur masculin (Kalevipoeg)
- Vepsa talv, chœur masculin (folklore)
- Väinämöise tarkussõnad, chœur masculin/ baryton (Kanteletar)

1985
- Kalevala 17. runo, chœur masculin (Kalevala, compilation A. Ambus)
- Jõudu tööle!, cantate pour chœur mixte (Juhan Viiding)
- Kaheksa tuntud eesti chants pour chœur mixte (L. Koidula, M. Moon, Fr. Kuhlbars, K. Ruut, M. Körber, A. Reinvald, G. Wulff-õis, E. Wöhrmann)
- Karja kojukutse/ Karjan kotiinkutsu pour chœur d’enfants/ chœur de femmes et  pour soprano (Kalevala)
- Väinämöise venesõit, chœur de femmes/ pour chœur d’enfants (Kalevala)

1986
- Vanavanemate viisivakk, 29 chants et coda chœur de femmes/ pour chœur d’enfants

1987
- Kalevalan alkusanat/ Kalevala introduction pour chœur mixte (Kalevala)
- Eesti mees et tema sugu, chœur masculin (Lea Tormis)
- Virumaa et Pandivere, chœur de femmes/ chœur masculin/ pour chœur mixte (Hando Runnel)
- Üheksa eesti lõikuschants pour chœur mixte (folklore)

1988
- Seitseteist eesti pulmachants pour chœur mixte

1989
- Ilmiantajan tarina / Äraandja lugu, ballade chœur masculin (Eino Leino)
- Kuus eesti lastechants pour chœur mixte (folklore)
- Neli eesti hällichants pour chœur mixte (folklore)
- Karjala saatus, viis, chants pour chœur mixte et pour soliste (folklore, compilation Ülo Tedre)

1990
- Kolm itaalia (trentino) rahvachants, chœur masculin, pour chœur mixte et pour chœur d’enfants
- Mõrsja hüvastijätt pour chœur mixte (Kalevala)

1991
- Kolme Karjalan neitoa/ Kolm Karjala neidu, trois chants pour chœur d’enfants (Kanteletar)
- Kord me tuleme tagasi, chœur masculin (Jaan Kaplinski)
- Nägemus Eestist, chœur masculin (Juhan Liiv)

1992
- Piiskop ja pagan pour chœur masculin (1995, Henri d'Uppsala et la légende de Lalli)

1993
- Meelespea (In memoriam Gustav Ernesaks) pour chœur mixte (chœur masculin)

1994
- Kullervo sõnum pour chœur mixte/ vokaalansamblile (Kalevala)
- Suomalais-ugrilaisia maisemia/ Soome-ugri maastikud, 15 chants finno-ougriens pour chœur d’enfants

1996
- Incantatio maris aestuosi/ Tormise mere loits, chœur masculin (Kalevala)

1997
- Sampo tagumine' chœur de femmes (Kalevala)

1998
- Kuulmata kuskil kumiseb kodu pour chœur mixte (Ernst Enno)
- Noore suve muinasjutt pour chœur mixte (Ernst Enno)

1999
- Sünnisõnad, cantate pour soliste, pour chœur mixte et  pour orchestre symphonique (texte de Jaan Kaplinski)

2000
- Lauliku lõpusõnad pour chœur mixte